# Élections législatives estoniennes de 2019
Les élections législatives estoniennes de 2019 ont lieu le 3 mars 2019 afin d'élire les 101 députés du Riigikogu, le parlement estonien.
À l'issue du scrutin, la coalition gouvernementale sortante, formée du Parti du centre, d'Isamaa et du Parti social-démocrate, perd sa majorité absolue des sièges.
Le Parti de la réforme demeure le principal parti avec un tiers des sièges, juste devant le Parti du centre. Le Parti populaire conservateur progresse quant à lui très nettement pour prendre la troisième place avec près d'un cinquième des sièges. Le Parti social-démocrate et le Parti libre enregistrent de fortes baisses, ce dernier étant relégué dans l'opposition extra-parlementaire.
Après un mois et demi de négociations, le Premier ministre sortant Jüri Ratas forme un gouvernement constitué par une coalition entre le Parti du centre d'Estonie (EKE), le Parti populaire conservateur (EKRE) et Isamaa. Ensemble, ils disposent de 57 députés sur 101, soit 57,5 % des sièges du Riigikogu.

## Contexte
Lors des élections législatives précédentes, le gouvernement sortant, mené par Taavi Rõivas et formé du Parti de la Réforme et des Sociaux-démocrates, perd sa majorité absolue, et négocie le ralliement du parti Union Pro Patria et Res Publica à sa coalition, retrouvant la majorité. Cependant, le 9 novembre 2016, Rõivas est victime d'une motion de censure, entraînant la chute de son cabinet et sa démission. La présidente, Kersti Kaljulaid, charge alors le président du Parti du Centre, Jüri Ratas de former un nouveau gouvernement. Il y parvient le 23 novembre après avoir rallié les anciens partenaires de coalition du gouvernement sortant.

## Mode de scrutin

Les douze circonscriptions.

Le Riigikogu est composé de 101 sièges pourvus pour quatre ans au scrutin proportionnel plurinominal avec listes ouvertes et vote préférentiel. Sur ce total, 75 sièges sont à pourvoir dans 12 circonscriptions de 5 à 15 sièges en fonction de leurs populations, et les 26 sièges restants, dits de « compensation » sont répartis au niveau national selon la méthode d’Hondt à tous les partis ayant dépassé le seuil électoral de 5 % des voix, afin de rapprocher le plus possible les résultats en sièges à ceux du vote de la population,.
Le droit de vote s'obtient à 18 ans. Les électeurs ont la possibilité d'effectuer un vote préférentiel pour l'un des candidats de la liste pour laquelle ils votent, afin de faire monter sa place dans la liste. Si un candidat recueille ainsi davantage de votes préférentiels que le montant du quotient simple dans sa circonscription, il est déclaré élu même si la liste dont il est candidat échoue à franchir le seuil national de 5 %,. L'Estonie utilise également le vote électronique,.

## Campagne
Le mois d'août 2018 est marqué par une affaire de corruption touchant le Parti du centre d'Estonie. Huit membres sont mis en cause par la Justice, ce qui les amène à quitter le parti. Cela n'influe cependant que peu sur l'opinion publique dont le premier choix est, d'après les sondages, disputé par le Parti du centre d'Estonie et le Parti de la réforme d'Estonie . Le parti de droite Union de la patrie et Res Publica est renommé Isamaa (en estonien « patrie ») ,. Les sondages prévoient un duel entre le Parti du centre d'Estonie et le Parti de la réforme d'Estonie crédités de 20 à 30% des voix. Toutefois le début de l'année 2018 est marquée par la remontée du Parti populaire conservateur d'Estonie, passant de 8% en 2015 à plus de 20% en août 2018.

### Principaux partis
| Parti | Parti                                                                 | Chef de file        | Idéologie                                                                                         | Résultats en 2015           |
| ----- | --------------------------------------------------------------------- | ------------------- | ------------------------------------------------------------------------------------------------- | --------------------------- |
|       | Parti de la réforme (ERE) Eesti Reformierakond                        | Kaja Kallas         | Centre droit Libéralisme économique, libéralisme classique                                        | 27,69 % des voix 30 députés |
|       | Parti du centre (KESK) Eesti Keskerakond                              | Jüri Ratas          | Centre à centre gauche Social-libéralisme, défense de la minorité russe                           | 24,81 % des voix 27 députés |
|       | Parti social-démocrate (SDE) Sotsiaaldemokraatik Erakond              | Jevgeni Ossinovski  | Centre gauche Social-démocratie, troisième voie                                                   | 15,19 % des voix 15 députés |
|       | Isamaa Isamaa                                                         | Helir-Valdor Seeder | Centre droit à droite Conservatisme, démocratie chrétienne, national-conservatisme                | 13,71 % des voix 14 députés |
|       | Parti libre (EVA) Eesti Vabaerakond                                   | Kaul Nurm           | Centre droit National-conservatisme, libéral-conservatisme, populisme                             | 8,69 % des voix 8 députés   |
|       | Parti populaire conservateur (EKRE) Eesti Konservatiivne Rahvaerakond | Mart Helme          | Droite à extrême droite Nationalisme, national-conservatisme, euroscepticisme, démocratie directe | 8,15 % des voix 7 députés   |
|       | Estonie 200 (E200) Eesti 200                                          | Kristina Kallas     | Centre Social-libéralisme, libéralisme économique, technocratie                                   | Nouveau                     |

## Résultats
|                           |                                     |         |       |      |        |               |  |  |  |  |  |  |  |  |
| Parti                     | Parti                               | Voix    | %     | +/-  | Sièges | +/-           |  |  |  |  |  |  |  |  |
|                           | Parti de la réforme (ERE)           | 162 364 | 28,94 | 1,25 | 34     | 4             |  |  |  |  |  |  |  |  |
|                           | Parti du centre (KESK)              | 129 617 | 23,10 | 1,71 | 26     | 1             |  |  |  |  |  |  |  |  |
|                           | Parti populaire conservateur (EKRE) | 99 672  | 17,76 | 9,61 | 19     | 12            |  |  |  |  |  |  |  |  |
|                           | Isamaa (IE)                         | 64 219  | 11,44 | 2,27 | 12     | 2             |  |  |  |  |  |  |  |  |
|                           | Parti social-démocrate (SDE)        | 55 168  | 9,83  | 5,36 | 10     | 5             |  |  |  |  |  |  |  |  |
|                           | Estonie 200 (E200)                  | 24 447  | 4,36  | Nv.  | 0      | en stagnation |  |  |  |  |  |  |  |  |
|                           | Parti vert (EER)                    | 10 226  | 1,82  | 0,92 | 0      | en stagnation |  |  |  |  |  |  |  |  |
|                           | Parti de la biodiversité (EE)       | 6 858   | 1,22  | Nv.  | 0      | en stagnation |  |  |  |  |  |  |  |  |
|                           | Parti libre (EVA)                   | 6 460   | 1,15  | 7,52 | 0      | 8             |  |  |  |  |  |  |  |  |
|                           | Parti de la gauche unie (EÜVP)      | 510     | 0,09  | 0,04 | 0      | en stagnation |  |  |  |  |  |  |  |  |
|                           | Indépendants                        | 1 590   | 0,28  | 0,13 | 0      | en stagnation |  |  |  |  |  |  |  |  |
|                           |                                     |         |       |      |        |               |  |  |  |  |  |  |  |  |
| Suffrages exprimés        | Suffrages exprimés                  | 561 131 | 99,31 |      |        |               |  |  |  |  |  |  |  |  |
| Votes blancs et invalides | Votes blancs et invalides           | 3 897   | 0,69  |      |        |               |  |  |  |  |  |  |  |  |
| Total                     | Total                               | 565 028 | 100   | –    | 101    | en stagnation |  |  |  |  |  |  |  |  |
| Abstentions               | Abstentions                         | 322 391 | 36,33 |      |        |               |  |  |  |  |  |  |  |  |
| Inscrits / participation  | Inscrits / participation            | 887 419 | 63,67 |      |        |               |  |  |  |  |  |  |  |  |

Résultats selon l'axe gauche/droite
| 10  | 26   | 34  | 12 | 19   |
| SDE | KESK | REF | IE | EKRE |

### Résultats par circonscriptions

#### Résumé
|           |           |       |      |       |      |       |      |       |       |       |       |       |       |       |      |       |       |       |       |       |       |       |       |       |      |
| Partis/C. | Partis/C. | 1     | 1    | 2     | 2    | 3     | 3    | 4     | 4     | 5     | 5     | 6     | 6     | 7     | 7    | 8     | 8     | 9     | 9     | 10    | 10    | 11    | 11    | 12    | 12   |
| Partis/C. | Partis/C. | %     | +/-  | %     | +/-  | %     | +/-  | %     | +/-   | %     | +/-   | %     | +/-   | %     | +/-  | %     | +/-   | %     | +/-   | %     | +/-   | %     | +/-   | %     | +/-  |
|           | REF       | 29,01 | 3,90 | 26,30 | 4,46 | 32,49 | 2,26 | 38,10 | 2,87  | 28,60 | 2,55  | 23,75 | 3,16  | 13,95 | 2,02 | 26,11 | 1,60  | 27,24 | 1,87  | 34,58 | 1,21  | 23,27 | 1,49  | 26,35 | 2,57 |
|           | KESK      | 30,16 | 3,42 | 37,64 | 5,02 | 23,95 | 0,44 | 15,08 | 0,96  | 17,93 | 4,96  | 19,94 | 0,48  | 50,72 | 8,23 | 16,70 | 0,84  | 15,38 | 3,33  | 13,60 | 1,51  | 21,34 | 1,88  | 19,20 | 0,08 |
|           | EKRE      | 11,32 | 6,02 | 10,16 | 5,59 | 14,14 | 5,39 | 18,34 | 10,31 | 21,55 | 10,35 | 21,42 | 12,17 | 8,27  | 5,17 | 22,40 | 14,49 | 22,37 | 13,04 | 17,04 | 10,12 | 24,70 | 15,11 | 28,08 | 9,86 |
|           | IE        | 8,81  | 3,96 | 7,74  | 3,10 | 10,20 | 0,71 | 11,13 | 5,37  | 10,46 | 4,20  | 20,28 | 1,24  | 6,54  | 1,66 | 16,49 | 1,18  | 17,46 | 2,53  | 12,08 | 2,35  | 9,64  | 3,01  | 12,24 | 1,29 |
|           | SDE       | 10,11 | 3,59 | 8,43  | 2,10 | 9,32  | 4,68 | 8,40  | 4,02  | 10,67 | 4,23  | 9,01  | 5,84  | 14,84 | 0,53 | 12,50 | 10,54 | 9,30  | 9,26  | 11,35 | 5,44  | 11,68 | 12,59 | 6,75  | 5,01 |
|           | E200      | 4,69  | Nv.  | 5,38  | Nv.  | 4,64  | Nv.  | 4,04  | Nv.   | 4,39  | Nv.   | 3,07  | Nv.   | 3,74  | Nv.  | 2,83  | Nv.   | 4,28  | Nv.   | 5,97  | Nv.   | 4,43  | Nv.   | 3,37  | Nv.  |
|           | EER       | 3,22  | 2,26 | 2,10  | 1,30 | 2,46  | 1,48 | 1,86  | 0,91  | 2,01  | 10,75 | 1,15  | 0,41  | 0,76  | 0,47 | 1,01  | 0,54  | 1,47  | 0,57  | 2,09  | 0,48  | 1,02  | 0,37  | 1,23  | 0,59 |
|           | Autres    | 2,68  | -    | 2,25  | -    | 2,80  | -    | 3,05  | -     | 4,39  | -     | 1,38  | -     | 1,18  | -    | 1,96  | -     | 2,50  | -     | 3,29  | -     | 3,92  | -     | 2,78  | -    |

## Suites
Les négociations pour former une majorité parlementaire débutent en étant menées par le Parti de la réforme, celui ci étant arrivé en tête lors du scrutin. Selon sa présidente, Kaja Kallas, deux scénarios sont envisagés : une coalition à deux avec le Parti du centre du Premier ministre sortant Juri Ratas, ou une coalition à trois avec Isamaa et le Parti social-démocrate.
Le 6 mars, le Parti de la réforme entame les négociations avec le Parti du centre, jugeant les relations conflictuelles entre les sociaux démocrates et Isaama comme un frein pour la formation d'une coalition. Le Parti du centre décline cependant deux jours plus tard, justifiant sa décision par des divergences quant à la politique fiscale et reprochant au Parti de la réforme ses exigences, qualifiées d'ultimatums .
Le 8 mars, le Parti de la réforme se tourne par conséquent vers les sociaux-démocrates et Isaama, bien que gêné par ses déclarations antérieures.

### Tentative de coalition
Le 11 mars, le Parti du centre annonce qu'il invite à des négociations Isamaa et le Parti populaire conservateur. Isamaa décide d'accepter cette proposition en mettant fin aux négociations avec le Parti de la réforme, et les conservateurs acceptent la proposition à leur tour. Cette décision amene de nombreuses critiques à l'intérieur du parti ainsi que dans le pays,.
Le 5 avril 2019, la présidente Kersti Kaljulaid charge la dirigeante Kaja Kallas de former un nouveau gouvernement. Un vote est prévu le 15 avril au Riigikogu sur un accord de coalition. Kaja Kallas opte pour deux options, soit inviter un autre parti à rejoindre la coalition (sauf EKRE) ou bien former un gouvernement minoritaire avec les sociaux-démocrates. La candidature de Kaja Kallas est rejeté par le Parlement le 15 avril, celle-ci n'obtenant que 45 voix sur les 51 nécessaires,.

### Formation du gouvernement
L'accord de coalition entre le parti du centre, Isamaa et EKRE est entre-temps signé le 7 avril 2019. Juri Ratas reste ainsi Premier ministre. Après l'échec de Kaja Kallas, la présidente Kersti Kaljulaid charge le 16 avril 2019 le premier ministre sortant Jüri Ratas de former un nouveau gouvernement. Le 17 avril, le Parlement approuve le projet de coalition entre les trois partis par 55 voix contre 44, donnant à Ratas la possibilité de former un gouvernement. Le gouvernement Ratas II entre en fonction le 29 avril. Chacun des trois partis y dispose de cinq ministres.
Composition de la coalition
| ↓    |    |      |            |
| 26   | 12 | 19   | 44         |
| KESK | IE | EKRE | Opposition |